# Hans Wigert
Hans Anders Krister Wigert, född 8 oktober 1932 i Karlskrona, död 9 juli 2015 i Stavsnäs, var en svensk målare och grafiker.

## Biografi
Hans Wigert var son till majoren Carl-Gustaf Wigert och Elsa von Reis och från 1962 gift med balettpedagogen Ann-Margret Louise Holmgren. Wigert blev moderlös strax efter födseln och en barnsköterska tog hand om honom i tre år medan hans far, som var pilot, arbetade. Han växte sedan upp i Djursholm då hans far arbetade för flygstationen Roslagens flygflottilj i Hägernäs. På grund av svårigheter med bland annat dyslexi kom teckning och idrott att dominera hans ungdom.
Wigert studerade en kortare tid på Konstfackskolan men avbröt skolutbildningen för att resa till Spanien och bedriva självstudier. När han återkom till Sverige studerade han konst för Staffan Hallström vid Gerlesborgsskolan 1959 och teckning för Bror Marklund samt måleri för Evert Lundquist vid Kungliga konsthögskolan i Stockholm 1959–1965. Han gjorde också studieresor till Frankrike, Nederländerna, Italien och Spanien. Separat ställde han bland annat ut i Östersund och på Artoteket i Malmö samt Galleri Prisma i Stockholm. Tillsammans med Torsten Renqvist ställde han ut på De Ungas salong i Stockholm 1965 och han medverkade i grafiktrennalen på Nationalmuseum 1965 samt flera Stockholmssalonger på Liljevalchs konsthall. Han tilldelades Monica de Mayeres teckningsstipendium, stipendium från Sandrewstiftelsen, H Ax:son Johnsons stiftelse 1962, Kirunas stads kulturstipendium 1966 och i början av 1960-talet blev han den förste mottagaren av Bror Marklunds Grundsundastipendium. Grundsunda blev också under 30 års tid hans sommarviste för konstnärlig utövning.
Han gjorde sig känd som en av de stora samtida naturskildrarna i Sverige. Expressivt och knappt, nästan stiliserat, graverade han i torrnål eller målade naturintryck och människor, ofta stora huvuden med brutalt kantiga linjer, som uttryckte både ömhet och tragik. Han förknippades ofta med den norrländska naturen. Han utförde även porträtt, modellstudier, figurer och stilleben i en romantisk-expressionistisk stil med vissa impulser från Evert Lundquist. Wigert finns representerad vid bland annat Nationalmuseum, Moderna museet i Stockholm, Norrköpings Konstmuseum och Kalmar konstmuseum.

## Utmärkelser
År 2004 tilldelades Wigert Prins Eugen-medaljen.
Konstakademien belönade honom 2015 med Egron Lundgren-medaljen i guld till akvarellmålare, den främsta hedersbetygelsen som visas en målare.